# Кварц (кинокамера)

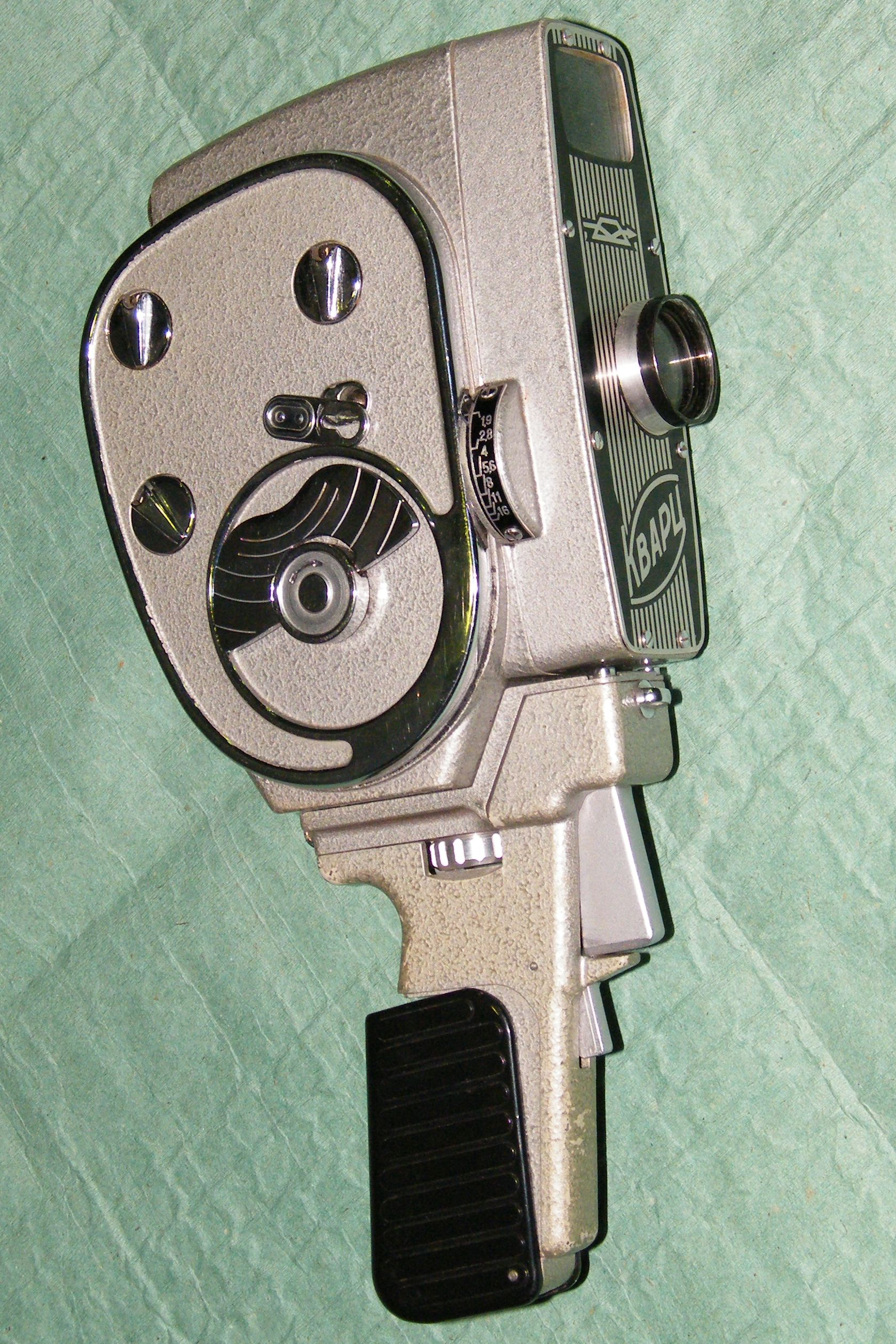
«Кварц»

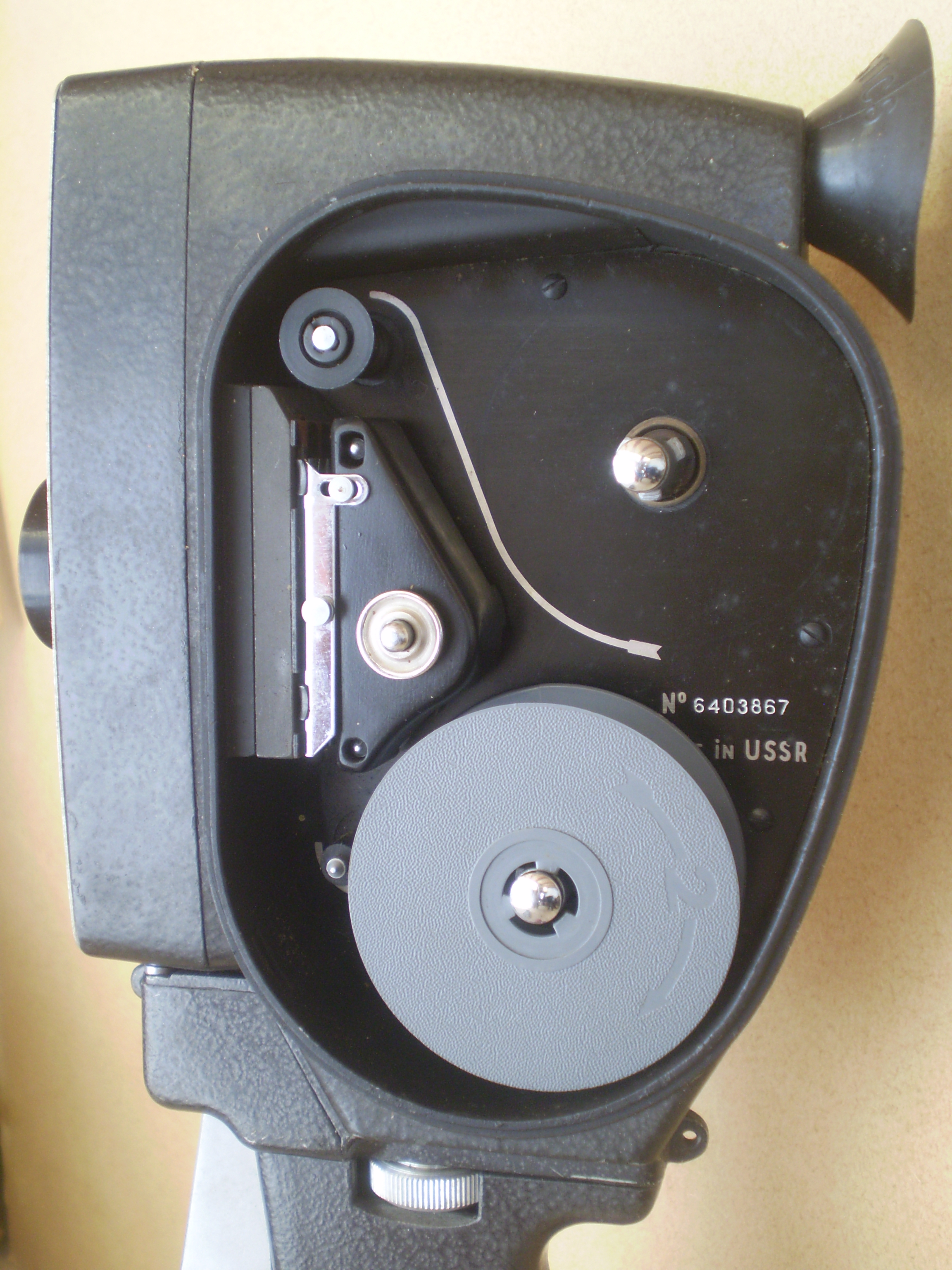
«Кварц-М», схема зарядки

Кварц (лат. Quarz) — название семейства узкоплёночных (8-мм) любительских киносъёмочных аппаратов (кинокамер), выпускавшихся в 1960-е — 1980-е годы на Красногорском механическом заводе.

## Серийные модели кинокамер
На всех серийных киносъёмочных аппаратах семейства «Кварц» (за исключением «Кварц-8XL») устанавливался пружинный привод.

### Кинокамеры на формат киноплёнки 2×8
Зарядка киноплёнкой 2×8 на стандартных бобинах по 7,5 метров.
- «Кварц» («Кварц-1») (1960—1968) — видоискатель оптический, объектив «Нева-1» или «Юпитер-24» 1,9/12,5 жестковстроенный. Скорости 8, 16, 24, 48 кадр/сек и покадровая съёмка, ручная обратная отмотка плёнки. В съёмной рукоятке находится отсек для светофильтров.  - Кварц 1967 года выпуска с гравировкой

Кварц 1967 года выпуска с гравировкой
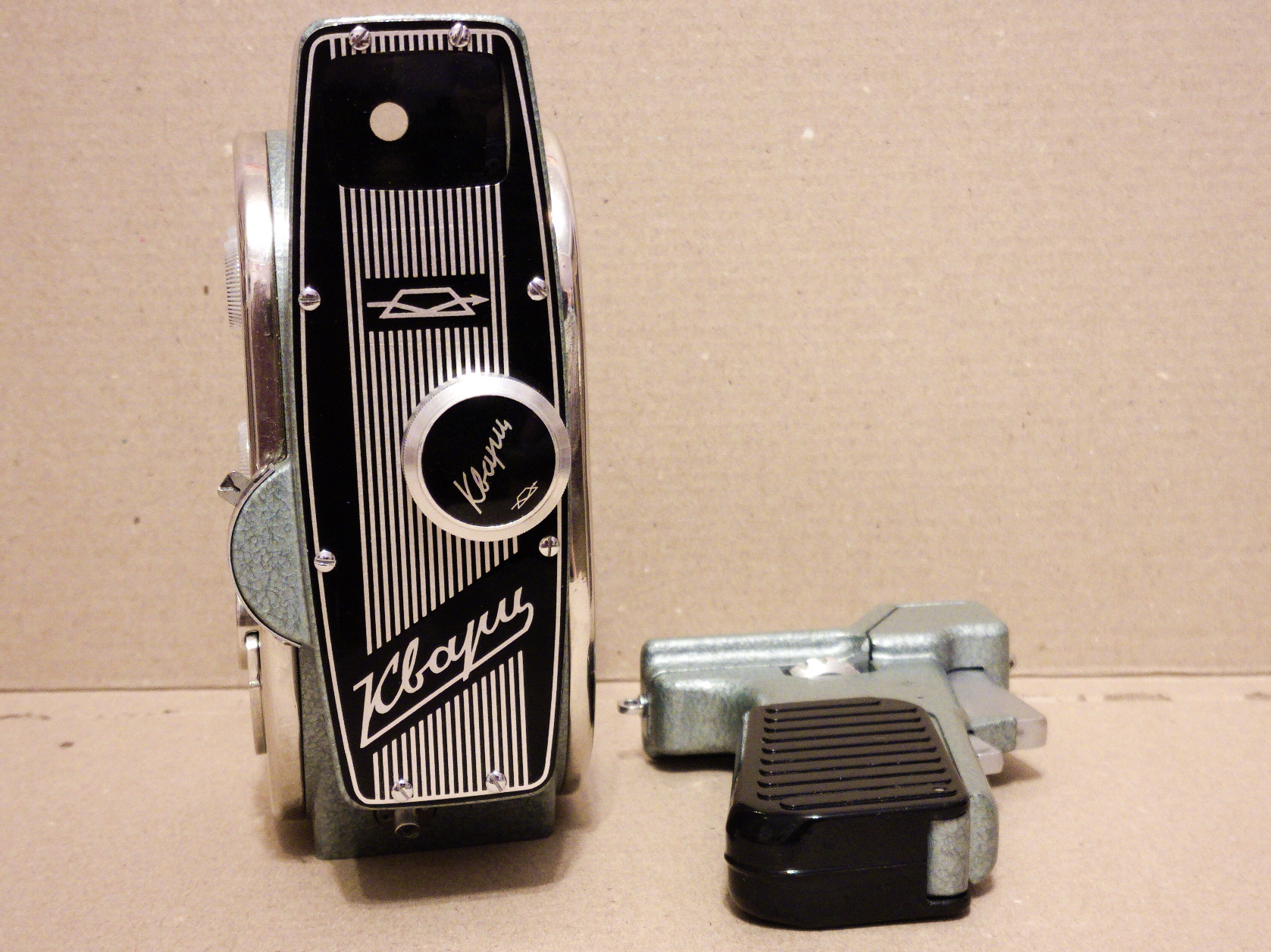
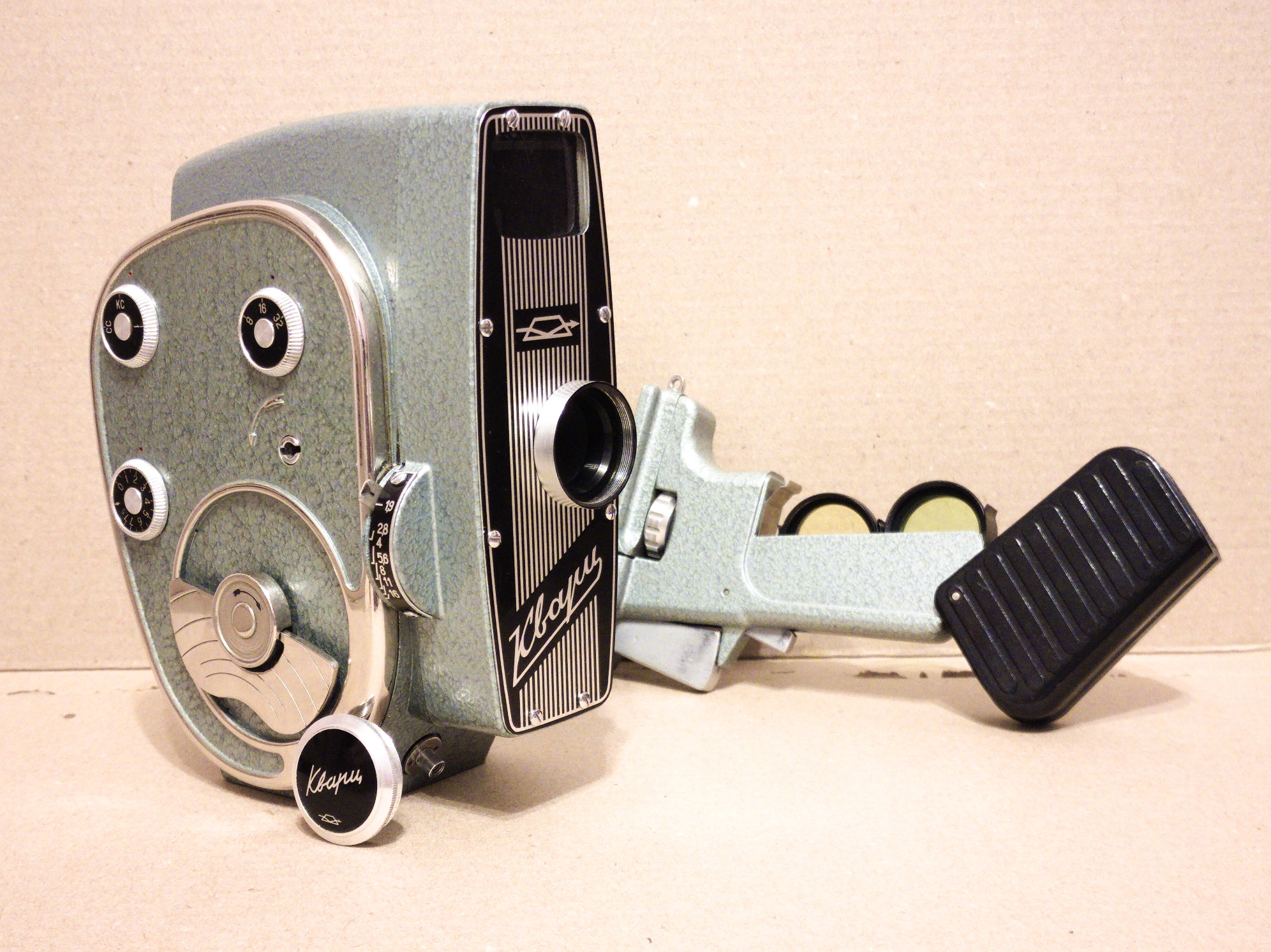
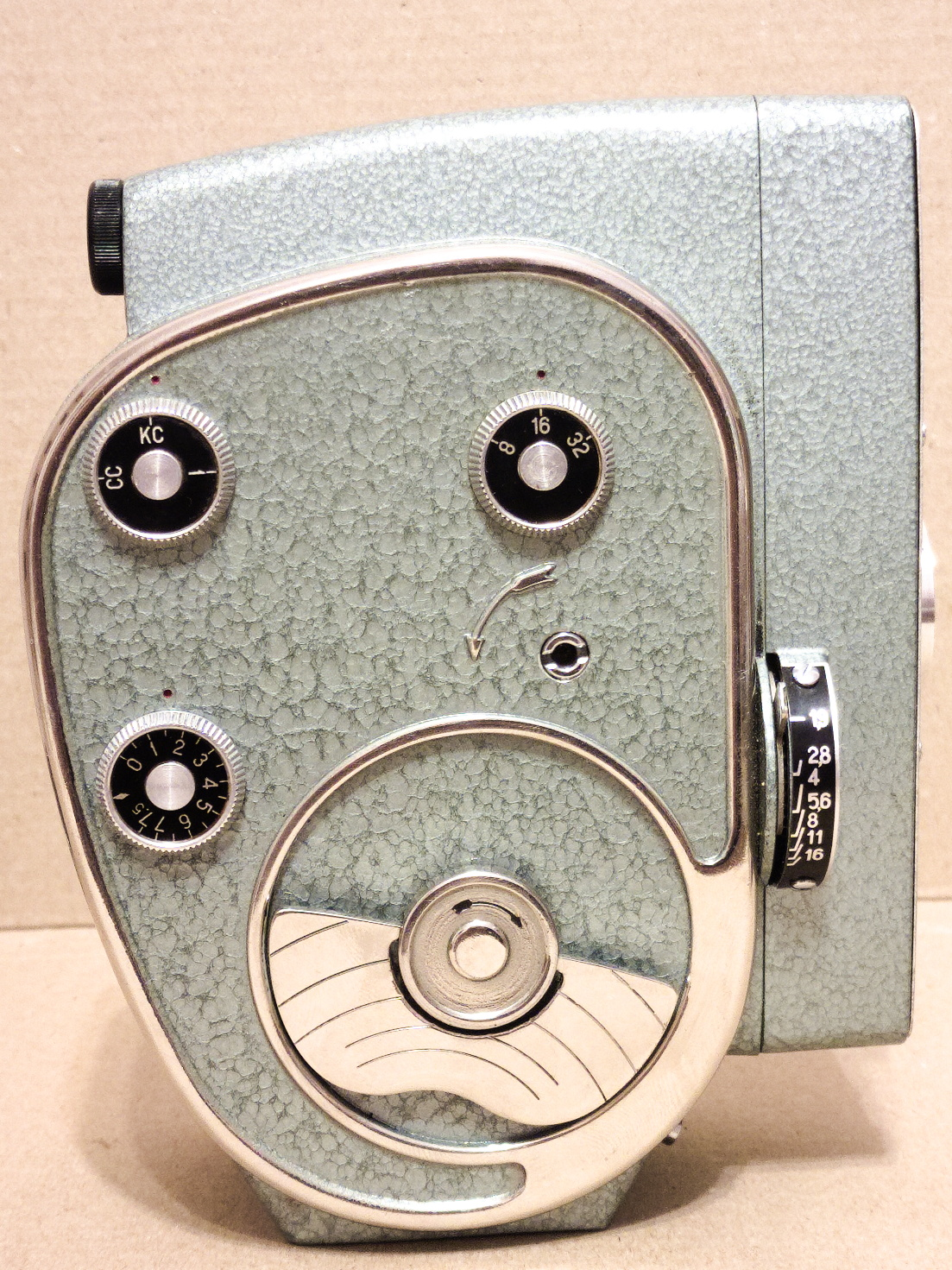
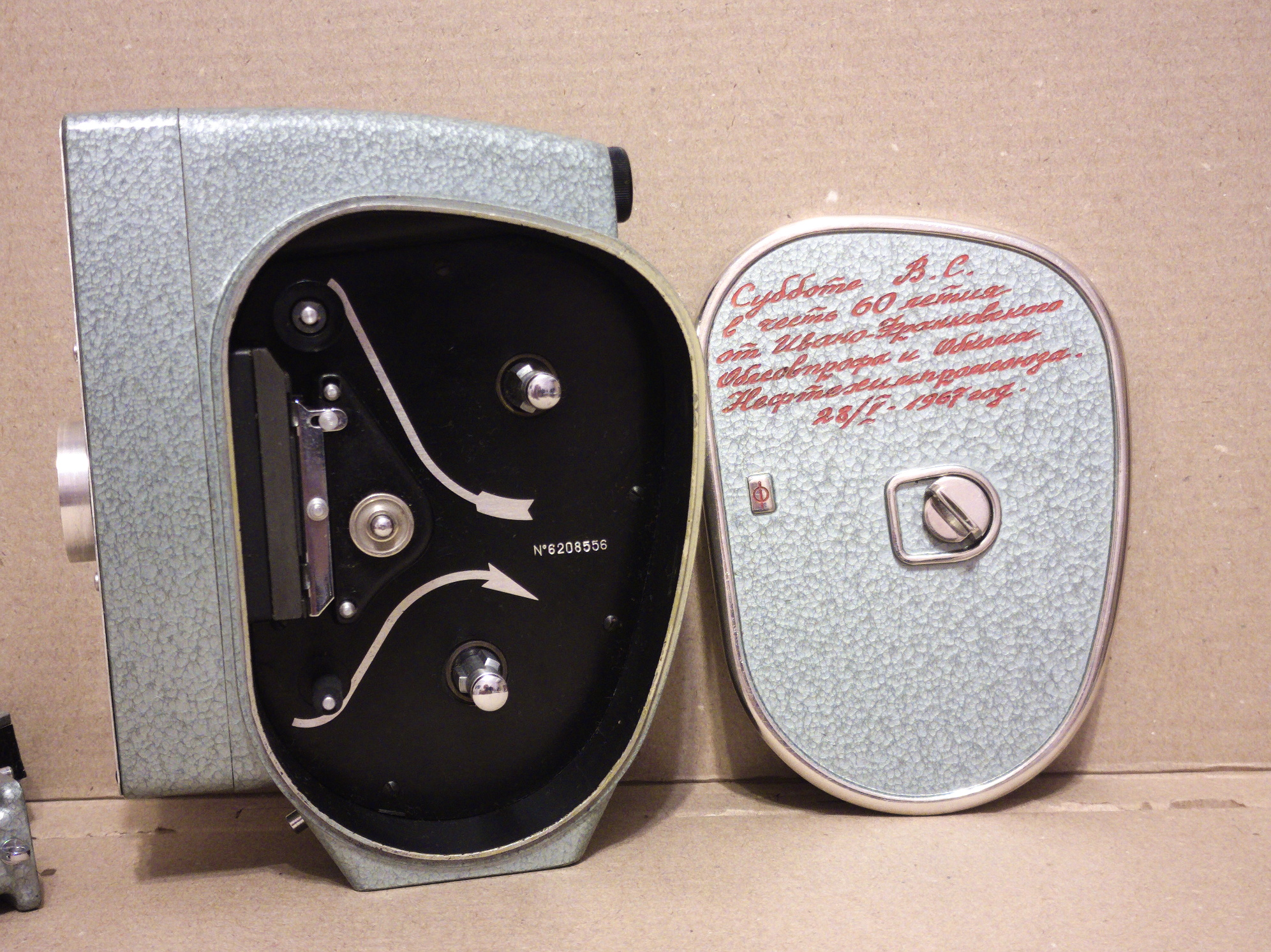
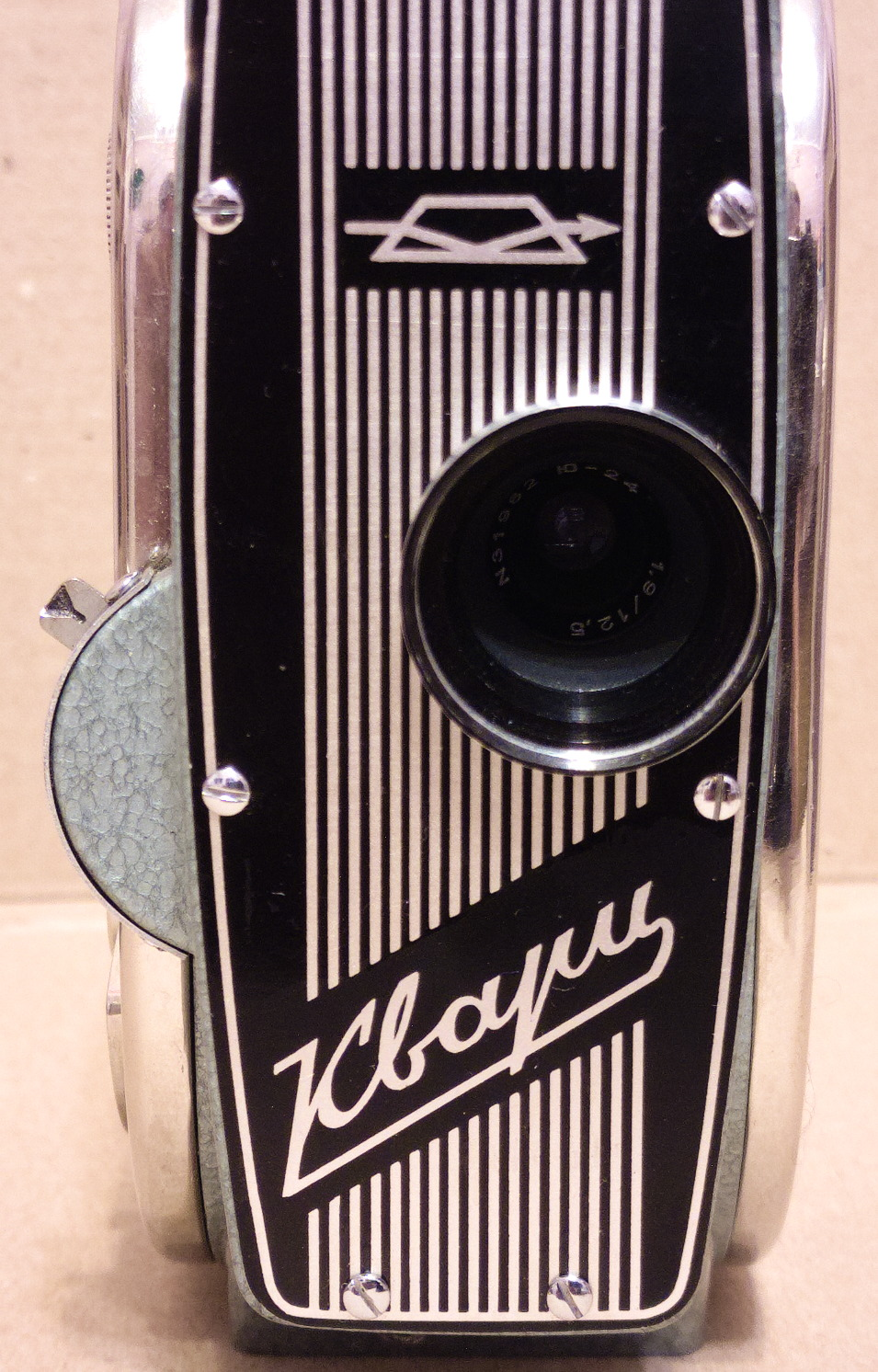
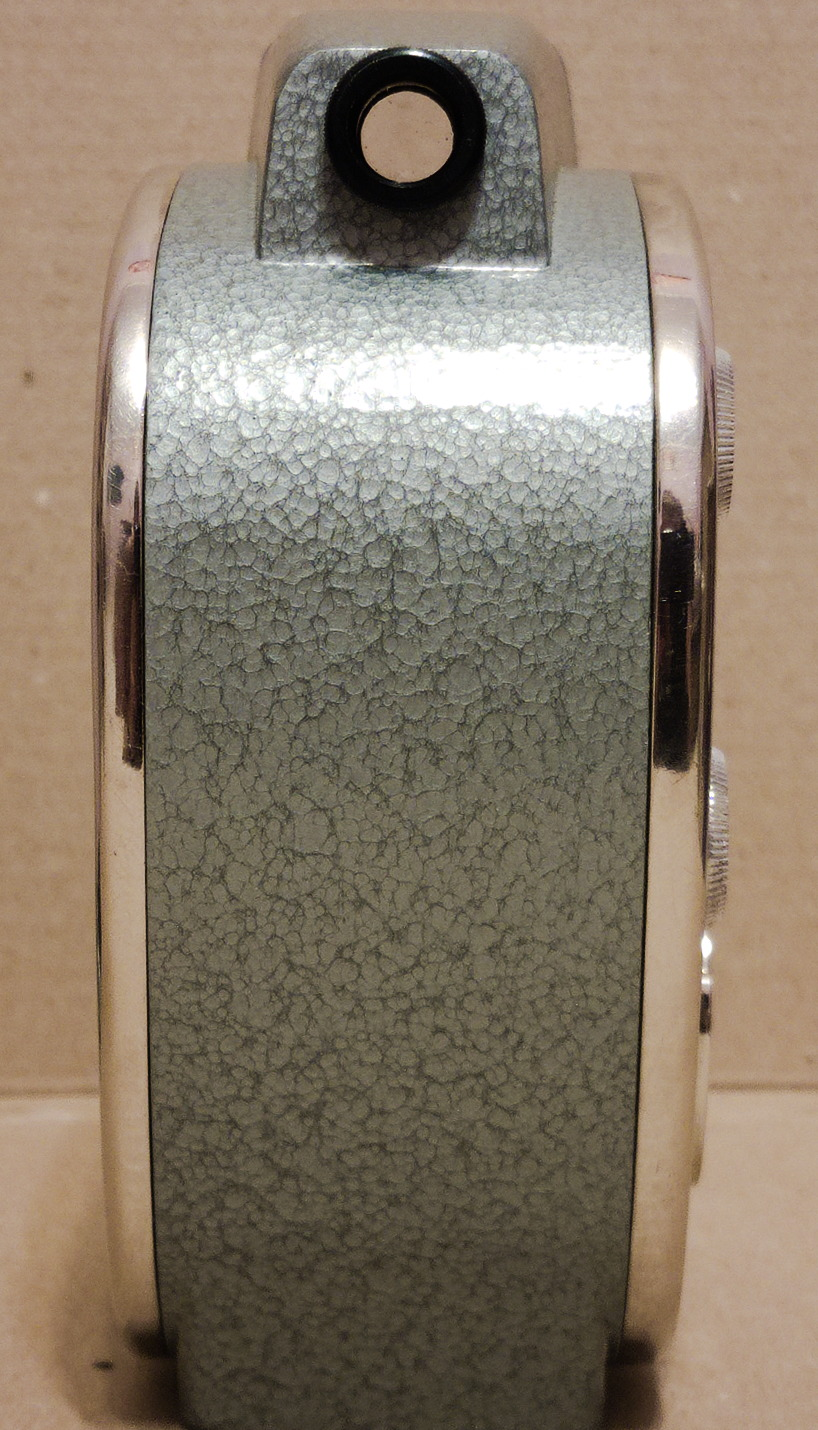
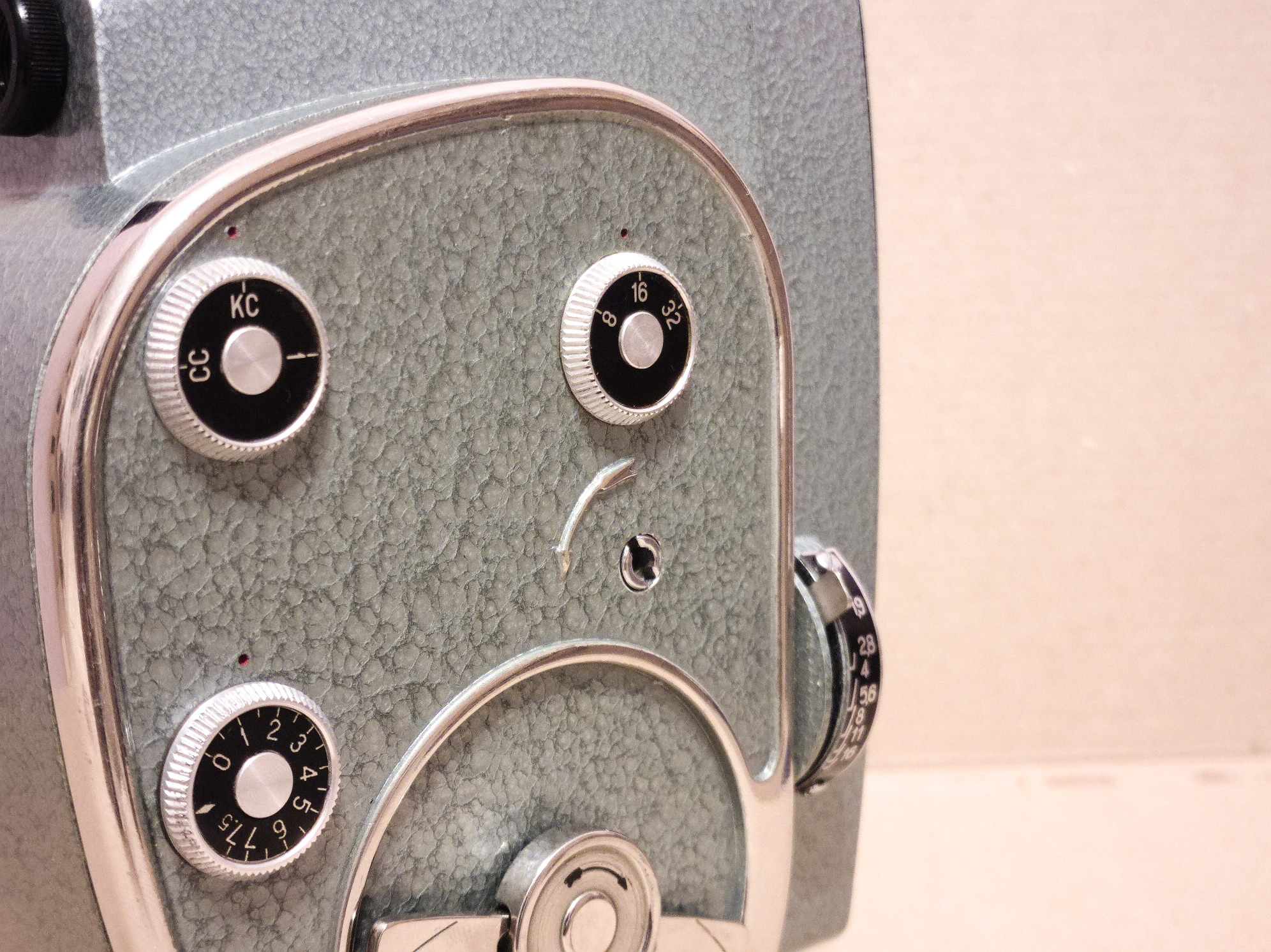
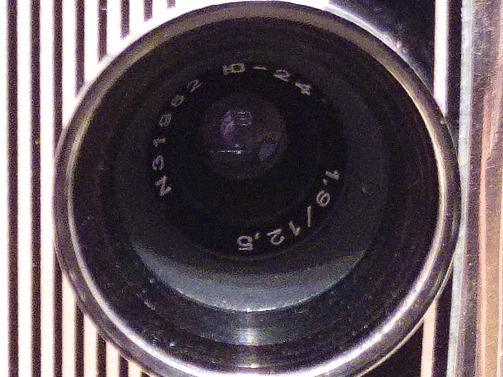

- «Кварц-2» (1961—1968) — видоискатель оптический, объектив «Юпитер-24» 1,9/12,5 жестковстроенный. Полуавтоматическая установка диафрагмы с помощью сопряжённого селенового экспонометра.
  - «Кварц-M» — экспортная модификация «Кварц-2».
  - «Кварц-2М» (1963—1968) — дополнительно комплектуется широкоугольной (0,5×) и длиннофокусной (1,9×) афокальными насадками с байонетным креплением на объективе. Видоискатель с встроенными кадровыми рамками (для широкоугольной и длиннофокусной насадки). Возможность отключения грейферного механизма.

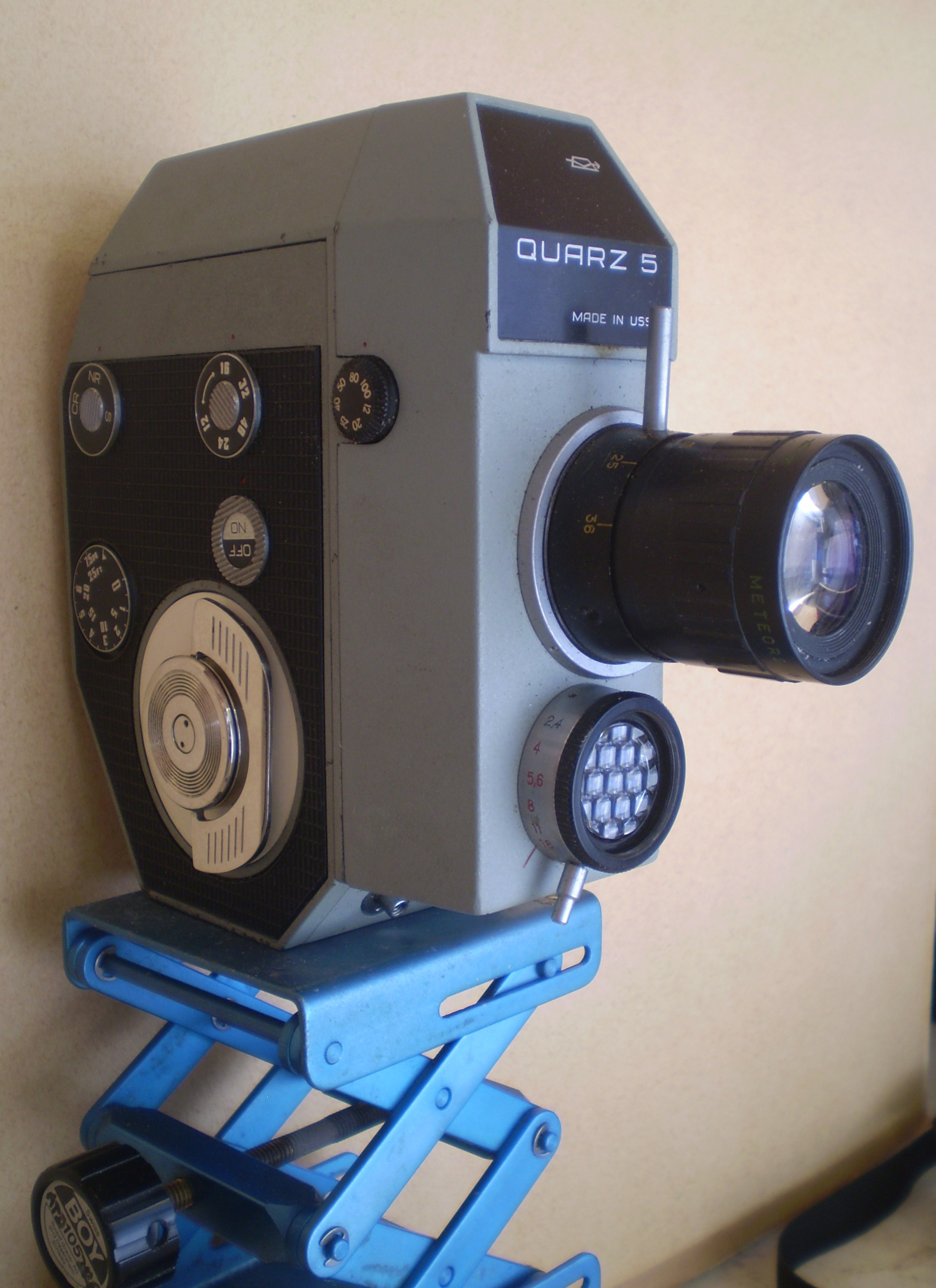
«Кварц-5»

- «Кварц-3» (1963—1969) — объектив «Метеор-2» 2,4/9-36 с переменным фокусным расстоянием. Видоискатель оптический с переменным увеличением, сопряжён с трансфокатором. Полуавтоматическая установка диафрагмы с помощью сопряжённого селенового экспонометра.
  - «Quarz-Zoom» — экспортный вариант кинокамеры «Кварц-3» с пятью скоростями съемки и покадровой съёмкой.
- «Кварц-4» и «Кварц-5» (1965—1974) — объектив «Метеор-2-3» 2,4/9-36 с переменным фокусным расстоянием. Видоискатель беспараллаксный зеркальный с отбором света от светоделительной призмы. Полуавтоматическая установка диафрагмы с помощью сопряжённого селенового экспонометра. Частота съёмки: 12, 16, 24, 32, 48 кадр/с и покадровая, часть выпуска имела дополнительную частоту 8 кадр/с. Кинокамеры комплектовались светофильтрами для объектива и экспонометра, блендой, спусковым тросиком и резаком для киноплёнки.

### Кинокамеры на формат киноплёнки2×8С(2×8 Супер)

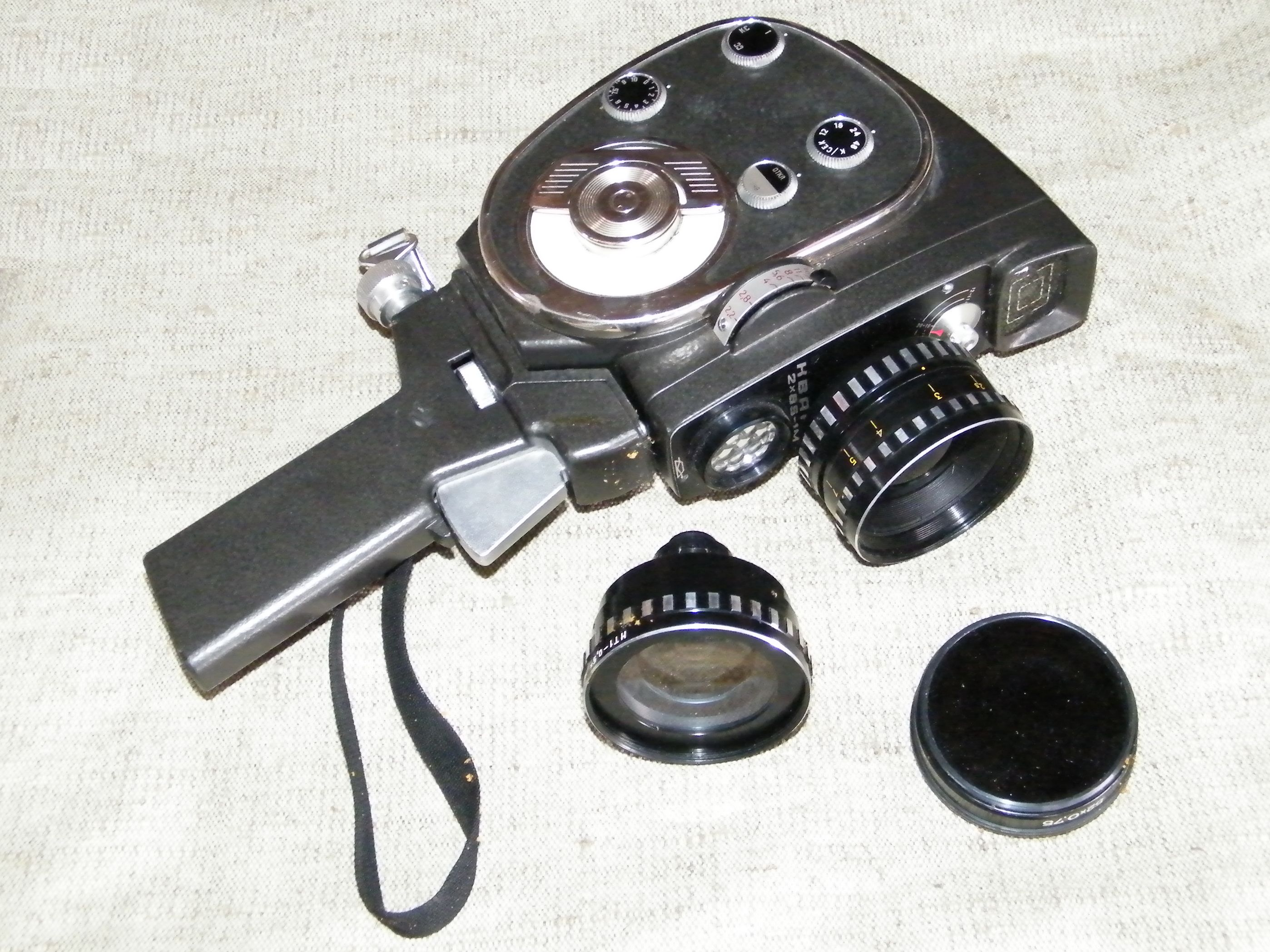
«Кварц-2×8С-1М»

Зарядка киноплёнкой 2×8C на стандартных бобинах по 7,5 метров.
- «Кварц-2×8С-1» — разработана на основе камеры «Кварц-2М». Размер кадра увеличен для плёнки формата «Супер-8», видоискатель с бо́льшим полем зрения, бо́льший шаг грейфера. Комплектуется широкоугольной (0,5×) и длиннофокусной (1,9×) афокальными насадками с байонетным креплением на объективе.
  - «Кварц-2×8С-1М» (она же «Кварц-2×8S-1М»)(1968—1977) — модификация камеры «Кварц-2×8С-1»,.
    - «Quarz-DS8-M» — экспортный вариант кинокамеры «Кварц-2×8С-1М».
- «Кварц-2×8С-2»
- «Кварц-2×8С-3» (1971—1983) — модификация камеры «Кварц-4» («Кварц-5») под киноплёнку 2×8С с увеличенным размером кадра и увеличенным шагом перфорации. Объектив «Метеор-8м» 2,4/9-38 с переменным фокусным расстоянием. Видоискатель беспараллаксный зеркальный с отбором света от светоделительной призмы. Полуавтоматическая установка диафрагмы с помощью сопряжённого селенового экспонометра. Частота съёмки: 12, 18, 24, 36 кадр/с и покадровая.
  - «Quarz-DS8-3», «Quarz-zoom DS8-3» — экспортный вариант кинокамеры «Кварц-2×8С-3».

### Кинокамеры с кассетной зарядкойSuper-8(Супер-8)

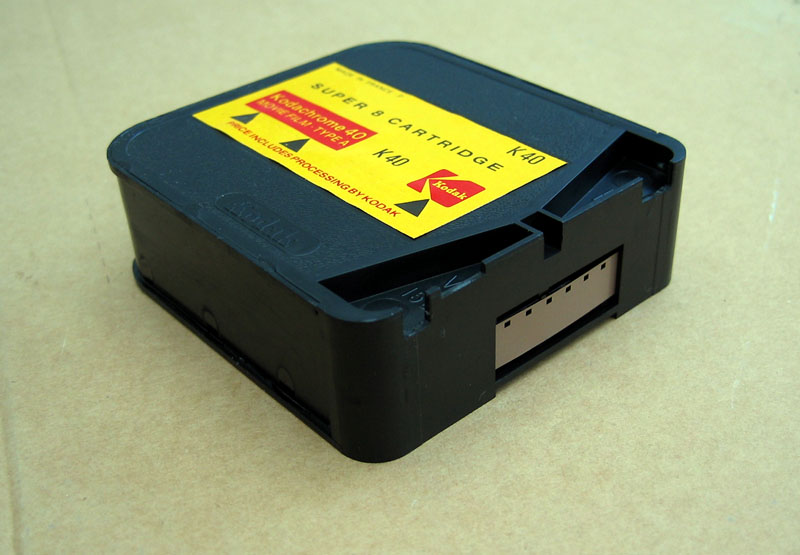
Кассета Super-8

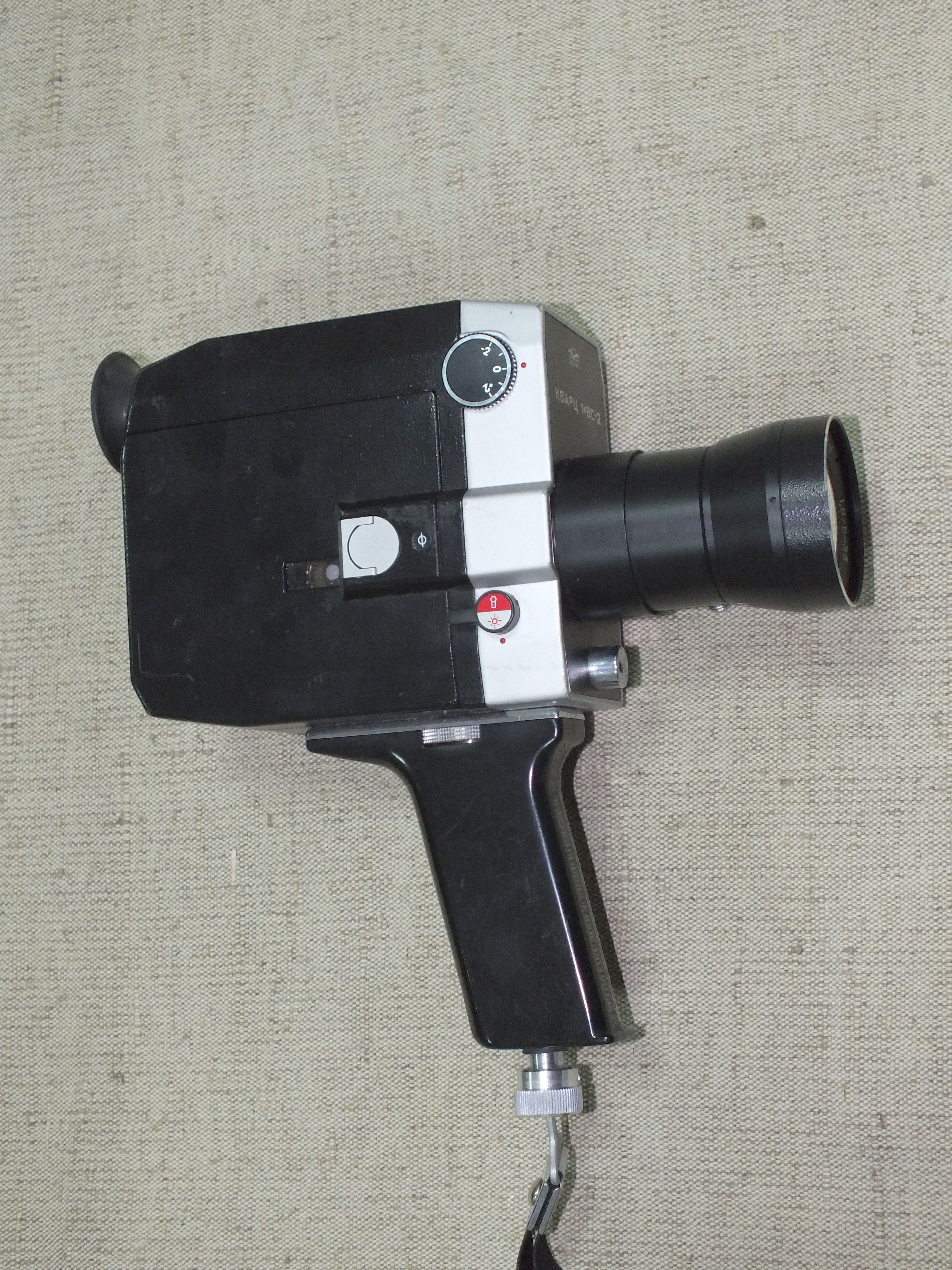
«Кварц-1×8С-2»

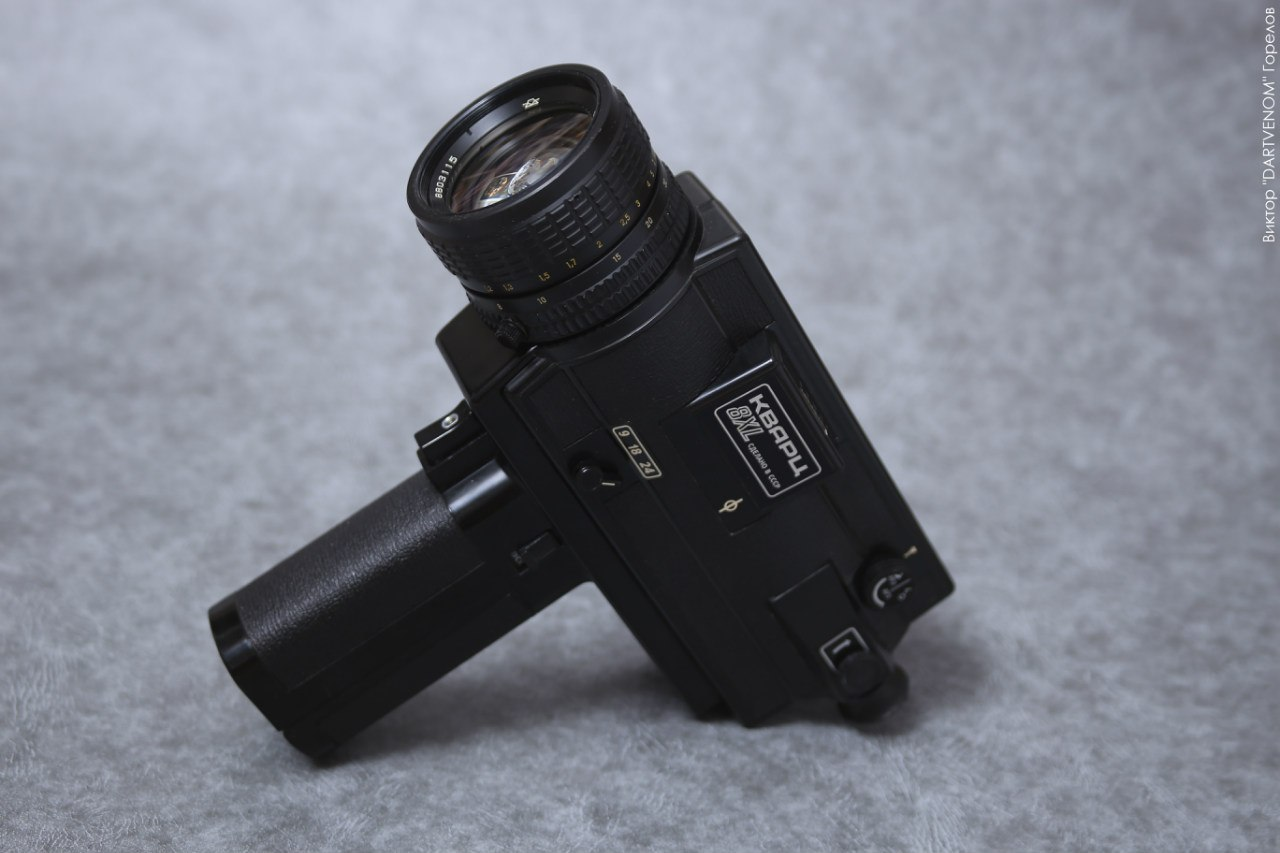
Кинокамера «Кварц-8XL»

- «Кварц-1×8С-1» (1969—1975) — пружинный привод, зарядка кассетой «Супер-8», скорости 9, 12, 18, 24, 32 кадр/сек, покадровая съёмка. TTL-экспонометрическое устройство с автоматической установкой диафрагмы. Питание экспонометрического устройства — два ртутно-цинковых элемента РЦ-53 или два никель-кадмиевых аккумулятора Д-0,06. Объектив «Метеор-8М» 1,8/9-38 с переменным фокусным расстоянием. Видоискатель беспараллаксный зеркальный с диоптрийной коррекцией. Фокусировочный экран с микрорастром. Ручной ввод светочувствительности киноплёнки. Конверсионный светофильтр тип «А».
- «Кварц-1×8С-2» (1974—1993) — модифицированная кинокамера «Кварц-1×8С-1». Широко экспортировалась под маркой «Kinoflex». Наиболее массовая любительская кинокамера КМЗ, всего было выпущено 301 тыс. 102 экземпляра.
- «Кварц-8XL» (1981—1989) — любительская кинокамера высокого класса с автоматической установкой диафрагмы. Привод электрический. Обтюратор зеркальный с большим углом раскрытия (220°). Видоискатель беспараллаксный, фокусировочный экран с микрорастром и клиньями Додена. Окуляр видоискателя с диоптрийной коррекцией. Частота съёмки: 9, 18, 24 кадр/с и покадровая. ТТL-экспонометрическое устройство с автоматической установкой диафрагмы. Светосильный объектив «Карат» 1,2/8-40 с переменным фокусным расстоянием и с режимом макросъёмки. Электропитание от шести элементов АА. Выпущено 30075 шт.

## Опытные и несерийные модели
- «Кварц-1×8С-Э» (киноплёнка 1×8С) — кинокамера «Кварц-1×8С» с электроприводом. ТТL-экспонометрическое устройство с автоматической установкой диафрагмы. Объектив «Метеор-8М» 2,4/9-38 с переменным фокусным расстоянием. Видоискатель зеркальный беспараллаксный.
- «Кварц-9-супер» (киноплёнка 1×8С) — разработана на базе камеры «Кварц-8XL».
- «Кварц-DS8-A» (киноплёнка 2×8С) — разработана на базе камеры «Кварц-8XL», зарядка стандартными бобинами по 10 м.
- «Кварц-10» (киноплёнка 2×8С) — видоискатель оптический.
- «Кварц-2×8С-Ш» (киноплёнка 2×8С) — разработана на базе «Кварц-10», широкоэкранный любительский киносъёмочный аппарат. Использовалась вся доступная ширина киноплёнки между перфорациями. Возможно переключение на формат 2×8 Супер. Размер кадров: 4,22×5,69 мм (Супер-8) или 4,22×10,8 мм (широкоэкранный). Объектив «Мир-11МШ» 2/15, видоискатель оптический. Автоматическая установка диафрагмы.
- «Кварц-10-Ш» (киноплёнка 2×8С) — модификация камеры «Кварц-2×8С-Ш».